# Lianthus ellipticifolium
Lianthus ellipticifolium är en johannesörtsväxtart som först beskrevs av Hui Lin Li, och fick sitt nu gällande namn av N. Robson. Lianthus ellipticifolium ingår i släktet Lianthus och familjen johannesörtsväxter. Inga underarter finns listade i Catalogue of Life.